# Backlink
Backlink, còn được biết với các thuật ngữ như incoming link, inbound link, inlink, và inward link, là những liên kết hướng tới website hoặc trang web (web page). Trong thuật ngữ link cơ bản, backlink là mọi link được nhận từ các website như trang web (web page), thư mục (directory), website hoặc tên miền ở mức cao nhất (top level domain) từ những web khác nhau.
Backlink ban đầu có vai trò quan trọng (trước khi sự xuất hiện của công cụ tìm kiếm) như là biện pháp chính để điều hướng website, giờ đây thì nó rất có ý nghĩa trong SEO. Số lượng backlink thì một trong những yếu tố phổ biến và quan trọng đối với một website hoặc trang web.
Backlink là việc bạn gắn địa chỉ web của bạn lên một trang web khác thông qua các cách như sử dụng anchor text, link ảnh hoặc link trần để gắn link. Để thực hiện được điều này, bạn có thể thực hiện theo nhiều cách như: Mua vị trí gắn link tại trang web bạn muốn gắn, thực hiện trao đổi link giữa hai bên. Backlink sẽ thực sự tốt cho web của bạn nếu trang bạn đặt link có uy tín và lượng truy cập lớn (pagerank tốt hoặc hiện tại là các chỉ số DA, PA và index của website...), khi đó các truy cập vào trang web mà bạn đặt backlink sẽ liên kết trỏ về web của bạn, do đó giúp phần tăng thứ hạng cho website của bạn.
Các công cụ tìm kiếm thường sử dụng số lượng backlinks mà một trang web có như một trong những yếu tố quan trọng nhất để xác định thứ hạng, sự phổ biến và tầm quan trọng của công cụ tìm kiếm trên trang web đó. Mô tả của Google về hệ thống PageRank ghi chú rằng "Google giải thích một liên kết từ trang A đến trang B như là một cuộc bỏ phiếu, theo trang A, cho trang B." Kiến thức về hình thức này của bảng xếp hạng công cụ tìm kiếm đã thúc đẩy một phần của ngành công nghiệp SEO thường được gọi là link spam, nơi mà một công ty cố gắng đặt càng nhiều liên kết trong nước càng tốt vào trang web của họ bất kể bối cảnh của trang web có nguồn gốc. Tầm quan trọng của Công cụ Tìm kiếm xếp hạng là khá cao và nó được coi là một tham số quan trọng trong kinh doanh trực tuyến và tỷ lệ chuyển đổi của khách truy cập vào bất kỳ trang web, đặc biệt là khi nói đến mua sắm trực tuyến.
Trang web thường sử dụng kỹ thuật SEO để tăng số lượng các liên kết ngược chỉ vào trang web của họ. Một số phương pháp được sử dụng miễn phí bởi tất cả mọi người trong khi một số phương pháp, như link baiting, đòi hỏi khá nhiều kế hoạch và tiếp thị để làm việc. Ngoài ra còn có những kỹ thuật được trả tiền để tăng số lượng backlink đến một địa điểm mục tiêu. Ví dụ: các trang blog cá nhân có thể được sử dụng để mua backlinks.
Có một số yếu tố xác định giá trị của một backlink. Liên kết ngược từ các trang web có thẩm quyền về một chủ đề nhất định rất có giá trị. Nếu cả hai trang web đều có nội dung hướng tới chủ đề từ khóa, liên kết ngược được xem là có liên quan và được cho là có ảnh hưởng mạnh đến thứ hạng của công cụ tìm kiếm trong trang web được cấp backlink. Liên kết ngược đại diện cho một cuộc bầu cử 'phiếu bầu' thuận lợi cho trang web nhận từ trang web cấp phép khác. Một yếu tố quan trọng nữa là anchor text của backlink. Văn bản neo là ghi nhãn mô tả của liên kết như xuất hiện trên một trang web. Các chương trình công cụ tìm kiếm (tức là các rô bốt tìm kiếm và thu thập thông tin, v.v...) kiểm tra văn bản để đánh giá mức độ liên quan đến nội dung trên trang web. Văn bản neo và sự tương thích nội dung trang web được đánh giá cao trong bảng xếp hạng trang kết quả tìm kiếm (SERP) của một trang web liên quan đến bất kỳ truy vấn từ khoá nào của người dùng công cụ tìm kiếm.

## Tương lai của Backlink
Thời điểm năm 2018 hàng loạt thuật toán của Google nhằm loại bỏ và phạt những website cố tình sử dụng backlink như một cách để nâng cao thứ hạng từ khóa như Penguin, Hummingbird hoặc mới đây nhất là thuật toán RankBrain. Tuy nhiên Google cũng đã tuyên bố một số yếu tố mà backlink sẽ mang lại cho giá trị website:
- Backlink đến từ website có cùng chủ đề
- Backlink không lạm dụng để spam từ khoá
- Backlink từ website có tương tác
- Backlink từ bài viết liên quan mật thiết
- Backlink tự nhiên